# 那須鹽原車站

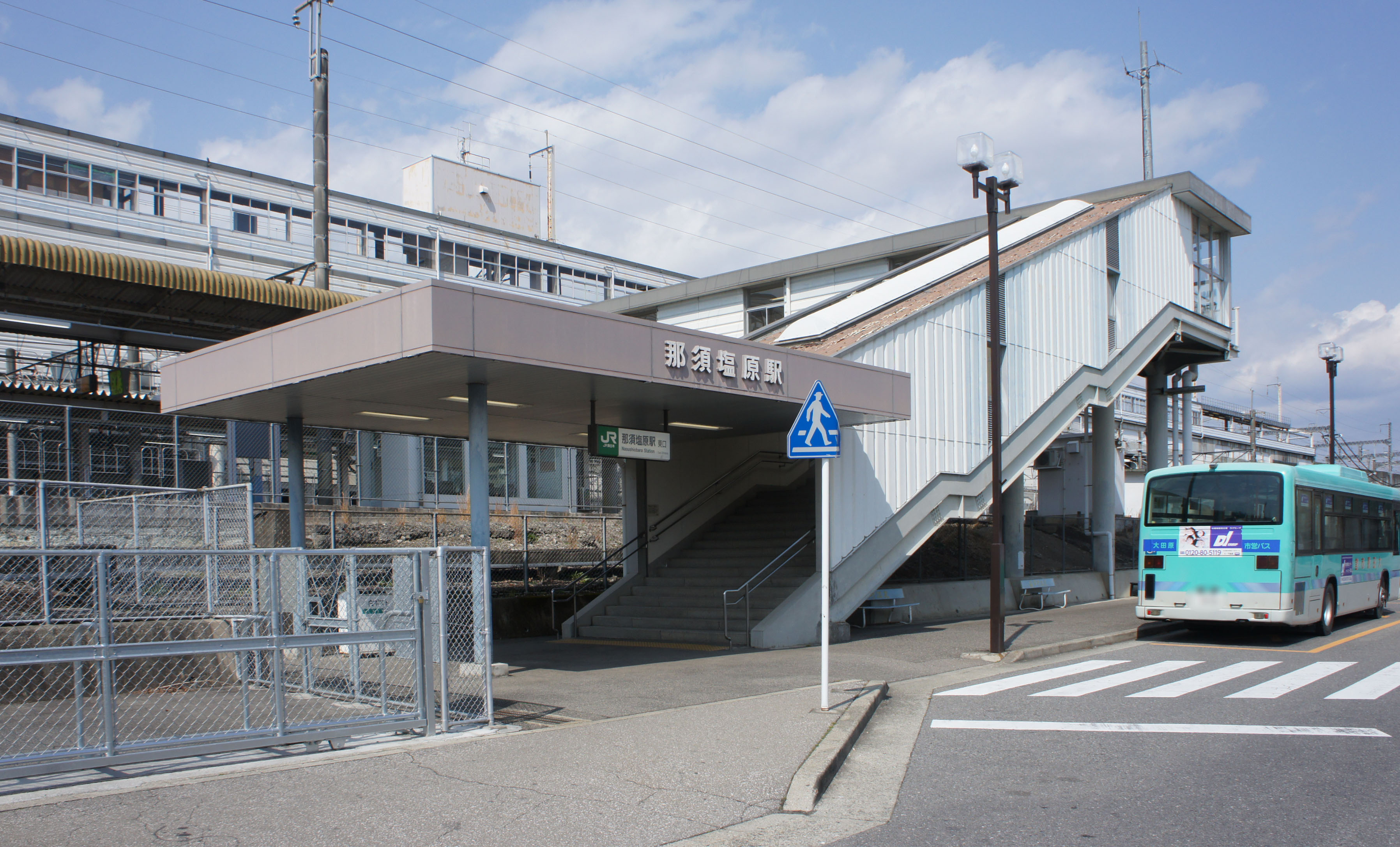
東口

那須鹽原車站（日语：／ Nasu-shiobara eki */?）是一位於日本栃木縣那須鹽原市，由東日本旅客鐵道（JR東日本）所經營的鐵路車站。那須鹽原車站是JR東日本所屬的東北新幹線與在來線幹線宇都宮線（本身屬東北本線一部份）的交會車站。在1898年初設站時，本站原名東那須野，由於附近地區還有西那須野與黑磯等特急列車停車站的排擠效應，當時的東那須野是個連急行列車都不停靠的小車站。直到1982年時東北新幹線通車，選定了本站作為西那須野町、黑磯市（二者皆已併入那須鹽原市）與大田原市地區的新幹線門戶車站，重要性瞬間提升，車站名也正式改為可以代表所在都市那須鹽原市的現名。

## 車站構造
新幹線為2面3線與2條通過線的高架車站，在來線為2面3線的地面車站（沒有6號月台）。
日本皇族搭乘新幹線到那須御用邸時，會在此站上下車，因此車站西側設有皇室專用的出入口以及接待室。

### 月台配置
| 月台            | 路線                  | 方向 | 目的地                                                 | 備註            |
| --------------- | --------------------- | ---- | ------------------------------------------------------ | --------------- |
| 新幹線 高架月台 |                       |      |                                                        |                 |
| 1、2            | 東北新幹線            | 下行 | 仙台、盛岡、山形、新方向                               |                 |
| 1、2            | 東北新幹線            | 上行 | 大宮、東京方向                                         | 始發部分列車    |
| 5               | 東北新幹線            | 上行 | 大宮、東京方向                                         |                 |
| 在來線 地面月台 |                       |      |                                                        |                 |
| 7、8            | ■宇都宮線（東北本線） | 下行 | 黑磯、白河、郡山、福島方向                             | 8號月台部分列車 |
| 8、9            | ■宇都宮線（東北本線） | 上行 | 宇都宮、大宮、東京、橫濱、大船方向 （包括■上野東京線） | 8號月台部分列車 |

（來源：JR東日本:車站構內圖 （页面存档备份，存于））

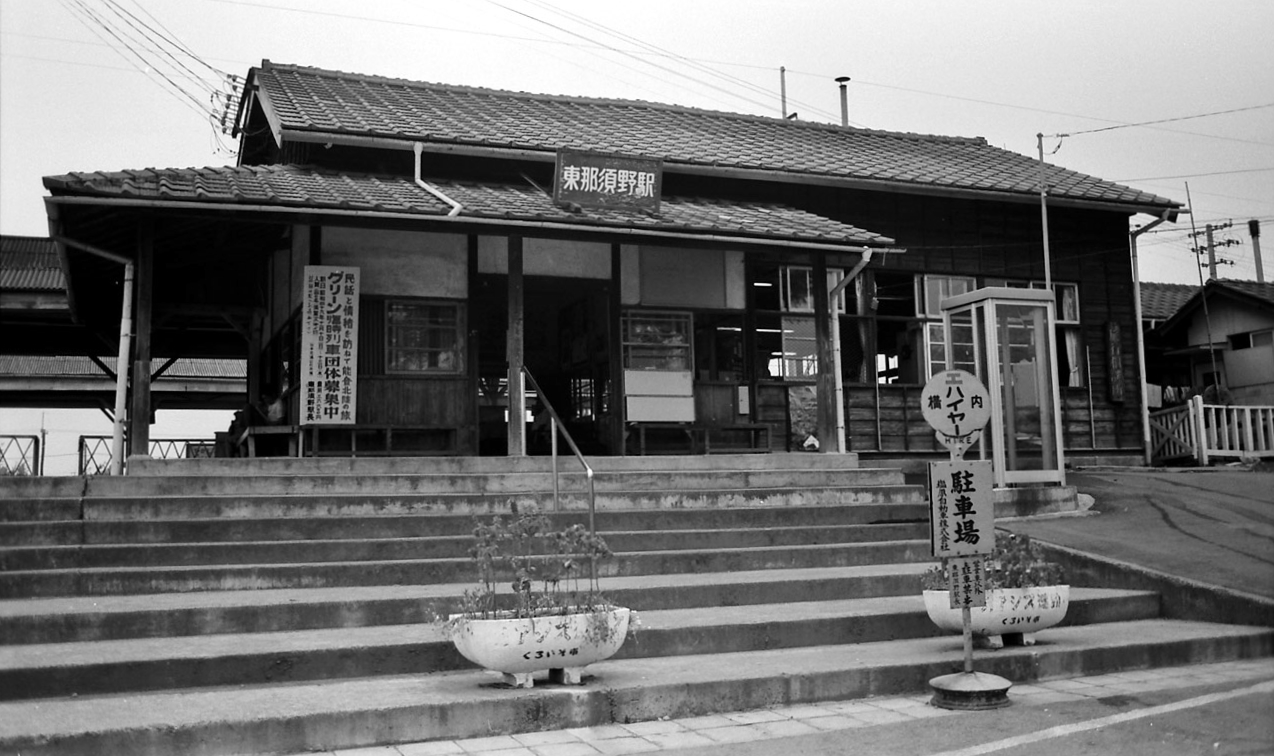
1970年代的東那須野站
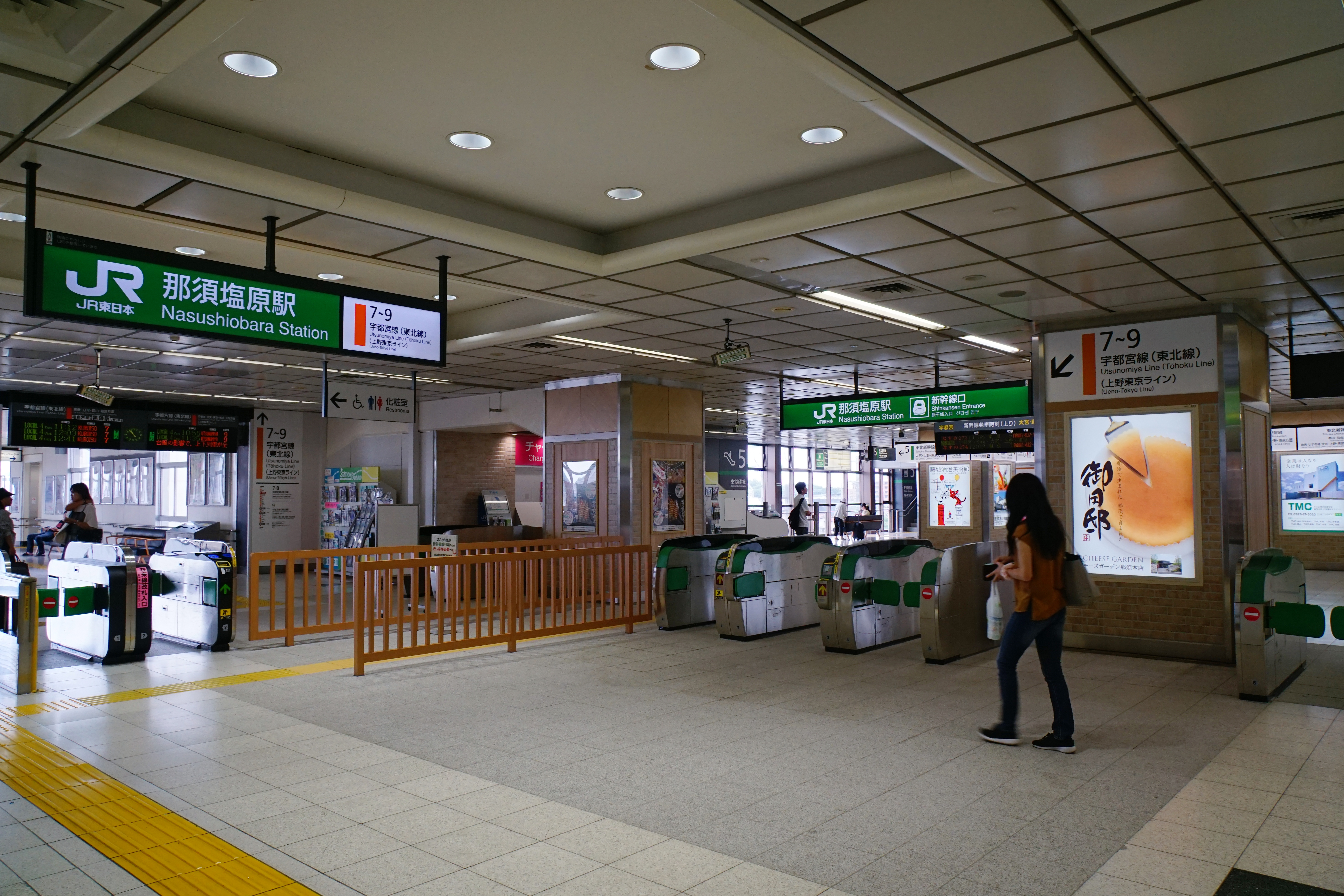
新幹線閘口（右）在來線閘口（左）
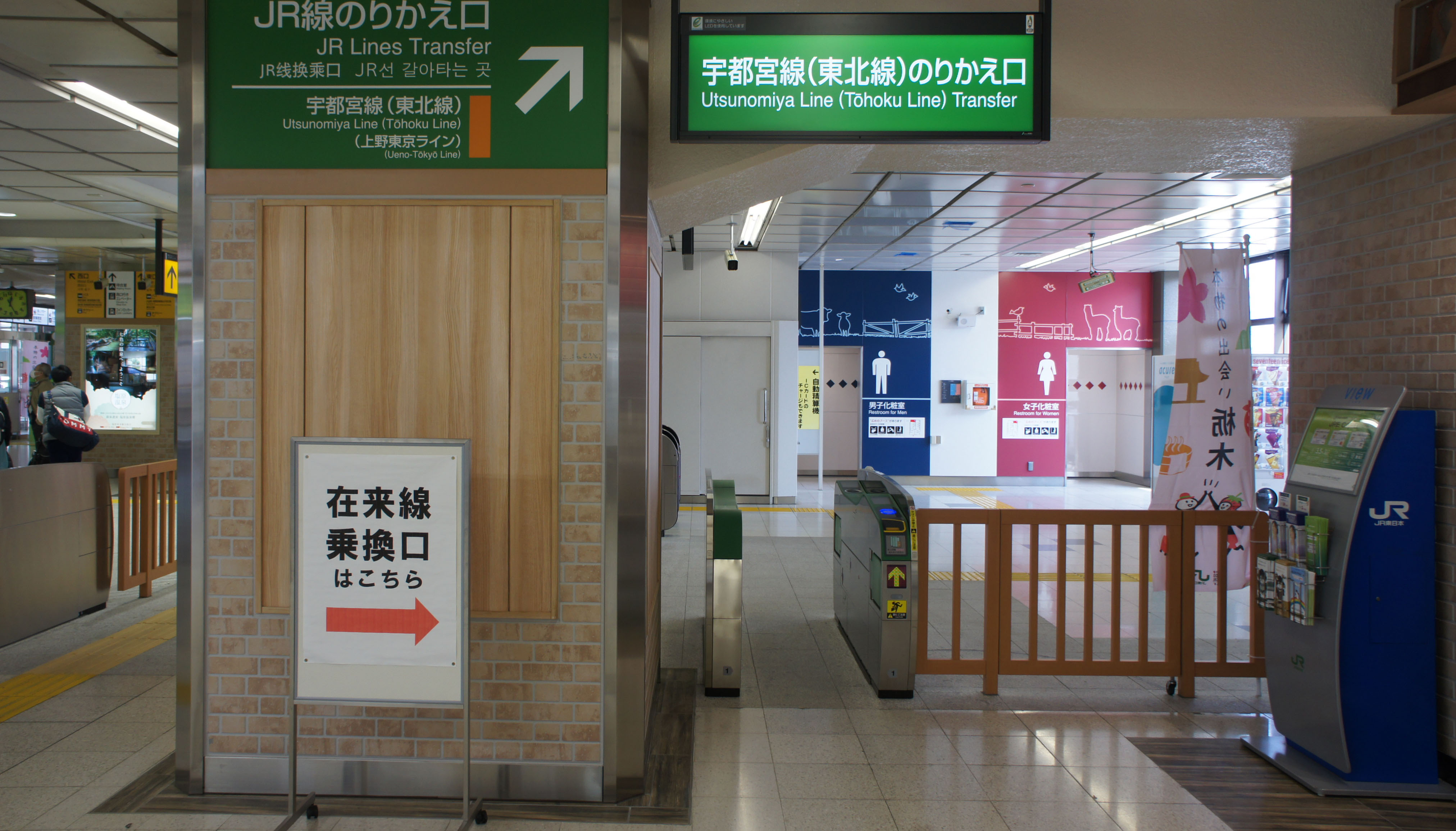
轉乘閘口
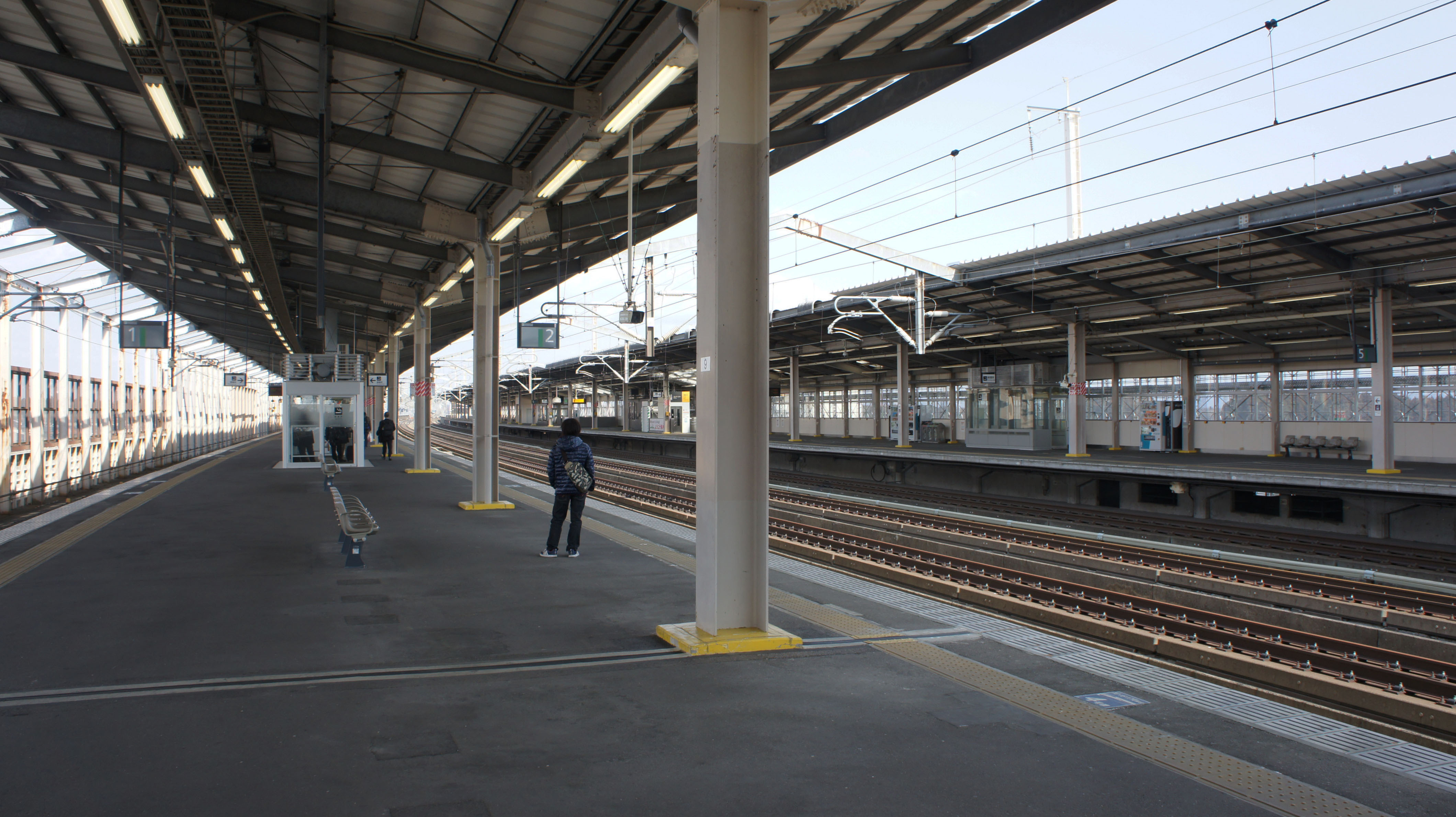
新幹線月台
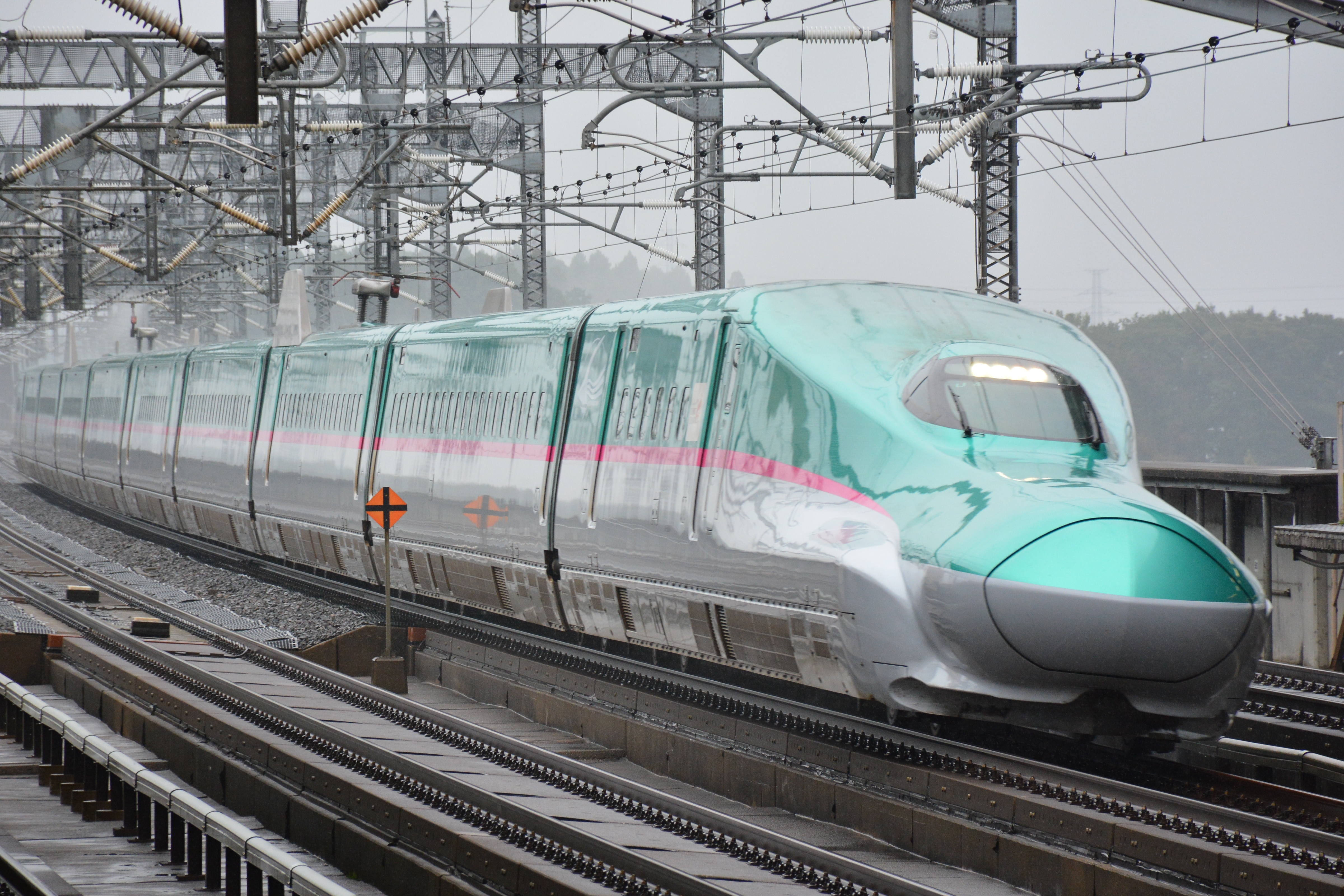
通過的E5系
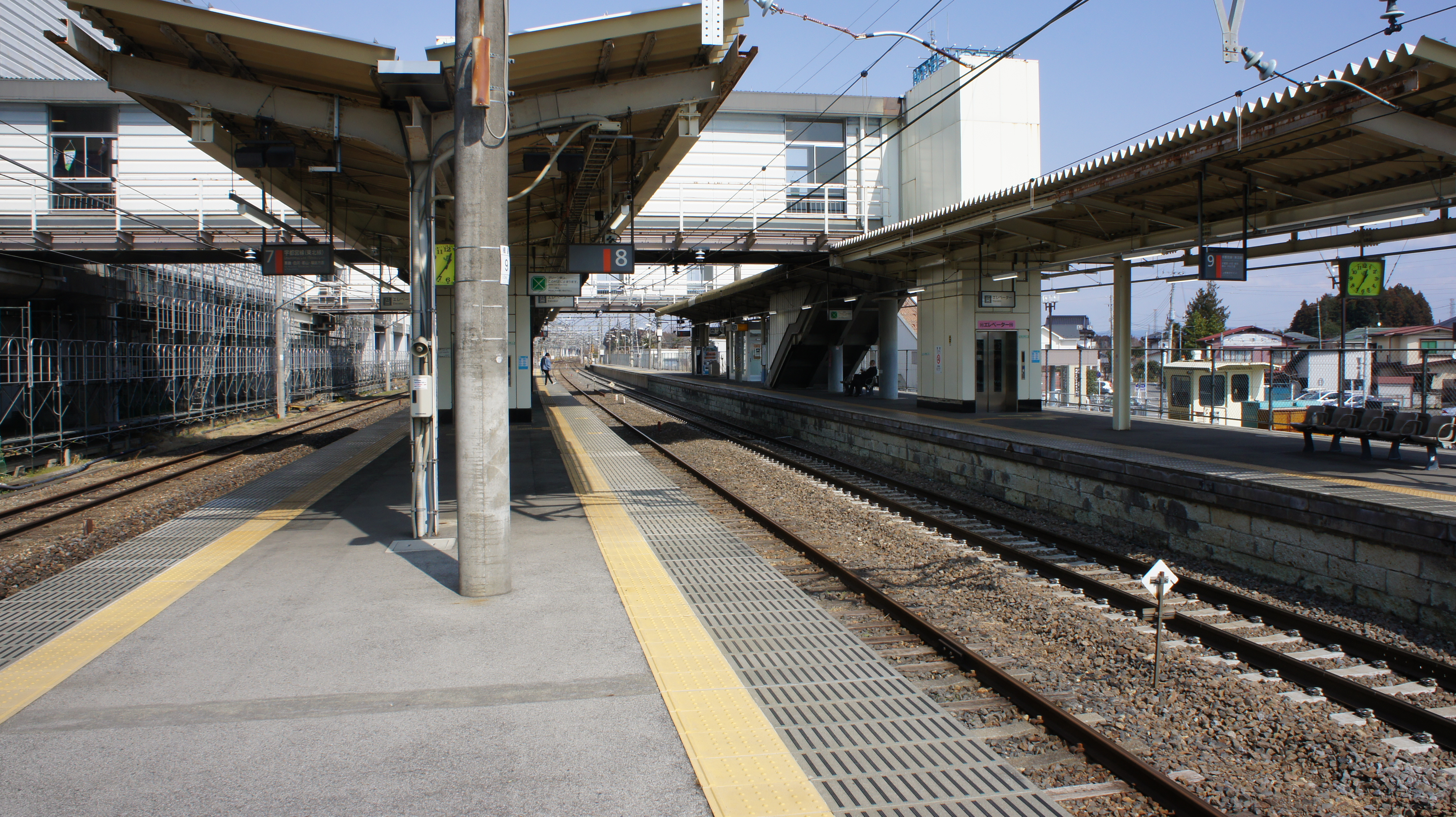
在來線月台
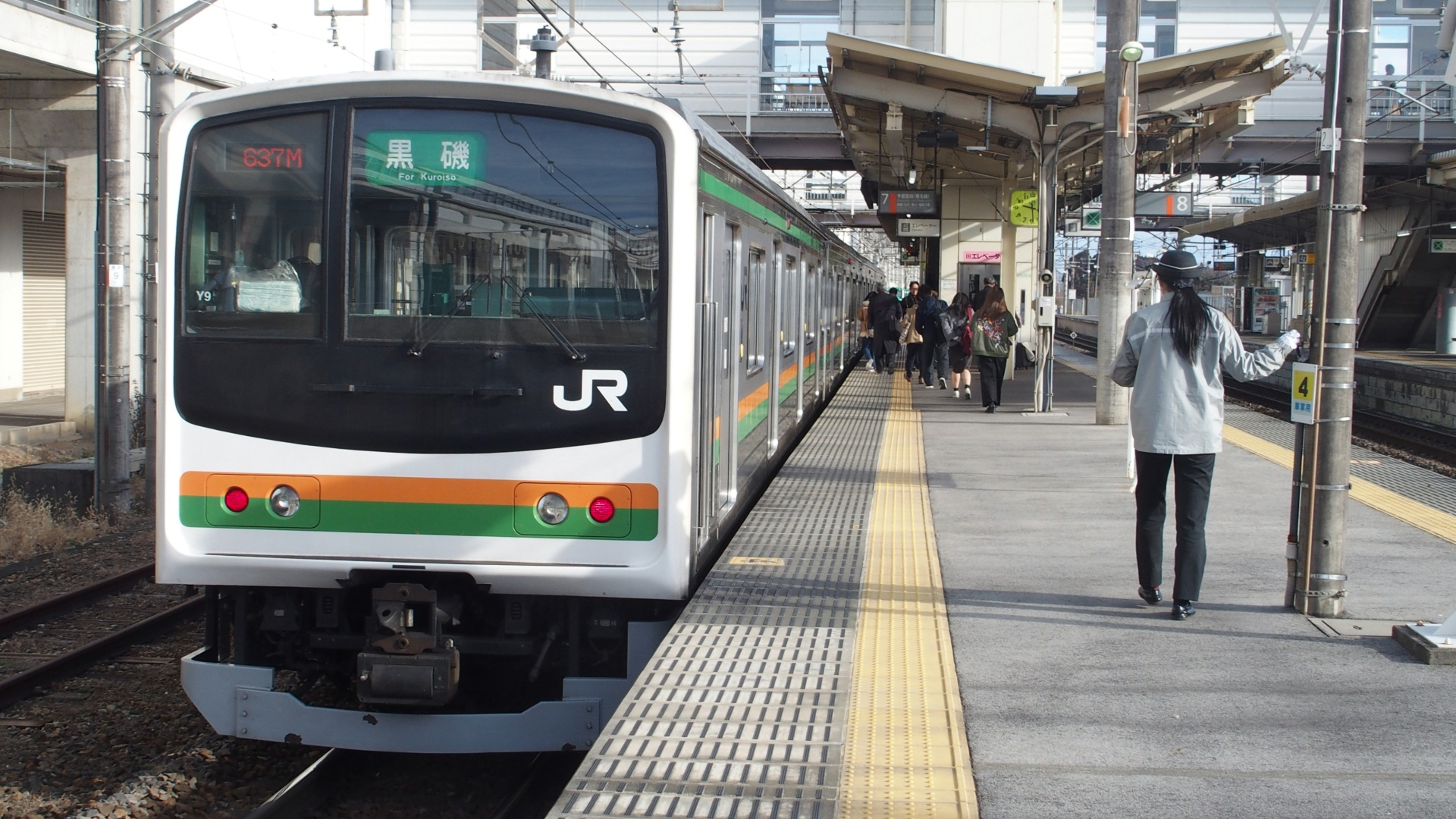
7號月台停靠的宇都宮線列車（205系）

## 使用情況
根據JR東日本，2019年（令和元年）度1日平均上車人次為5,291人，而新幹線1日平均上車人次為3,445人。栃木縣內JR車站次於宇都宮站、小山站排行第3位。
近年推移如下表。
| 1日平均上車人次推移 | 1日平均上車人次推移 | 1日平均上車人次推移 |
| 年度                | 計                  | 新幹線              |
| ------------------- | ------------------- | ------------------- |
| 2000年（平成12年）  | 4,669               |                     |
| 2001年（平成13年）  | 4,740               |                     |
| 2002年（平成14年）  | 4,767               |                     |
| 2003年（平成15年）  | 4,802               |                     |
| 2004年（平成16年）  | 4,923               |                     |
| 2005年（平成17年）  | 4,937               |                     |
| 2006年（平成18年）  | 4,919               |                     |
| 2007年（平成19年）  | 4,965               |                     |
| 2008年（平成20年）  | 4,906               |                     |
| 2009年（平成21年）  | 4,650               |                     |
| 2010年（平成22年）  | 4,734               |                     |
| 2011年（平成23年）  | 4,586               |                     |
| 2012年（平成24年）  | 4,943               | 3,212               |
| 2013年（平成25年）  | 5,097               | 3,297               |
| 2014年（平成26年）  | 5,069               | 3,245               |
| 2015年（平成27年）  | 5,162               | 3,300               |
| 2016年（平成28年）  | 5,188               | 3,340               |
| 2017年（平成29年）  | 5,226               | 3,375               |
| 2018年（平成30年）  | 5,331               | 3,445               |
| 2019年（令和元年）  | 5,291               | 3,371               |

## 相鄰車站
東日本旅客鐵道
 東北、山形、秋田、北海道新幹線
宇都宮－那須鹽原－新白河
■宇都宮線
■通勤快速、■快速「Rabbit」、■普通
西那須野－那須鹽原－黑磯

### 使用情況
1. ↑  . 東日本旅客鉄道.   [2019-07-09]. （原始内容存档于2019-07-05）.
2. ↑  . 東日本旅客鉄道.   [2019-02-13]. （原始内容存档于2020-05-12）.
3. ↑  . 東日本旅客鉄道.   [2019-02-13]. （原始内容存档于2020-05-12）.
4. ↑  . 東日本旅客鉄道.   [2019-02-13]. （原始内容存档于2020-05-12）.
5. ↑  . 東日本旅客鉄道.   [2019-02-13]. （原始内容存档于2020-05-12）.
6. ↑  . 東日本旅客鉄道.   [2019-02-13]. （原始内容存档于2020-05-12）.
7. ↑  . 東日本旅客鉄道.   [2019-02-13]. （原始内容存档于2020-05-12）.
8. ↑  . 東日本旅客鉄道.   [2019-02-13]. （原始内容存档于2020-05-12）.
9. ↑  . 東日本旅客鉄道.   [2019-02-13]. （原始内容存档于2020-05-12）.
10. ↑  . 東日本旅客鉄道.   [2019-02-13]. （原始内容存档于2020-05-12）.
11. ↑  . 東日本旅客鉄道.   [2019-02-13]. （原始内容存档于2020-05-12）.
12. ↑  . 東日本旅客鉄道.   [2019-02-13]. （原始内容存档于2020-05-12）.
13. ↑  . 東日本旅客鉄道.   [2019-02-13]. （原始内容存档于2020-05-12）.
14. ↑  . 東日本旅客鉄道.   [2019-02-13]. （原始内容存档于2020-05-12）.
15. ↑  . 東日本旅客鉄道.   [2019-02-13]. （原始内容存档于2020-05-12）.
16. ↑  . 東日本旅客鉄道.   [2019-02-13]. （原始内容存档于2020-05-12）.
17. ↑  . 東日本旅客鉄道.   [2019-02-13]. （原始内容存档于2020-05-12）.
18. ↑  . 東日本旅客鉄道.   [2019-02-13]. （原始内容存档于2020-05-12）.
19. ↑  . 東日本旅客鉄道.   [2019-02-13]. （原始内容存档于2019-03-21）.
20. ↑  . 東日本旅客鉄道.   [2019-07-09]. （原始内容存档于2019-07-05）.
21. ↑  . 東日本旅客鉄道.   [2020-07-10]. （原始内容存档于2020-07-10）.

#### 新幹線
1. ↑  . 東日本旅客鉄道.   [2019-07-09]. （原始内容存档于2019-07-05）.
2. ↑  . 東日本旅客鉄道.   [2019-02-13]. （原始内容存档于2018-07-11）.
3. ↑  . 東日本旅客鉄道.   [2019-02-13]. （原始内容存档于2018-07-11）.
4. ↑  . 東日本旅客鉄道.   [2019-02-13]. （原始内容存档于2018-04-16）.
5. ↑  . 東日本旅客鉄道.   [2019-02-13]. （原始内容存档于2018-07-13）.
6. ↑  . 東日本旅客鉄道.   [2019-02-13]. （原始内容存档于2018-08-19）.
7. ↑  . 東日本旅客鉄道.   [2019-02-13]. （原始内容存档于2018-07-09）.
8. ↑  . 東日本旅客鉄道.   [2019-07-09]. （原始内容存档于2019-07-05）.
9. ↑  . 東日本旅客鉄道.   [2020-07-10]. （原始内容存档于2020-07-10）.

## 外部連結
- 車站資訊（那須鹽原）：東日本旅客鐵道

36°55′54.65″N 140°1′14.26″E / 36.9318472°N 140.0206278°E